# Toresunds församling
Toresunds församling var en församling i Strängnäs stift och i Strängnäs kommun i Södermanlands län. Församlingen uppgick 2002 i Stallarholmens församling.

## Administrativ historik
Församlingen har medeltida ursprung. 
Församlingen utgjorde till 1962 ett eget pastorat för att därefter till 2002 vara annexförsamling i pastoratet Ytterselö, Överselö och Toresund.  Församlingen uppgick 2002 i Stallarholmens församling.

## Kyrkor
- Toresunds kyrka